# Canthylidia cistella
Canthylidia cistella là một loài bướm đêm trong họ Noctuidae.